# Deutscher Verband für Wandern, Bergsteigen und Orientierungslauf
Der Deutsche Verband für Wandern, Bergsteigen und Orientierungslauf der DDR (DWBO) war ein Sportverband im Deutschen Turn- und Sportbund (DTSB) der DDR, in dem Sportler zusammengeschlossen waren, die Wandern, Bergsteigen und Orientierungslauf betrieben. Der Verband bestand von 1958 bis 1990.

## Geschichte
In der Sowjetischen Besatzungszone kamen die ersten Initiativen zur Neuorganisation der Bergsteiger aus Dresden. Noch vor dem offiziellen Verbot des Deutschen Alpenvereins (DAV) durch das Alliierte Kontrollratsgesetz Nr. 2 setzten sich im Juni 1945 ehemalige Mitglieder des aufgelösten Sächsischen Bergsteigerbunds für eine „Neuorganisation der Dresdner Alpenvereine“ ein. Am 14. Juni 1945 bildete sich eine „Organisationsleitung der antifaschistischen Bergsteiger Dresdens“. Die antifaschistischen Bergsteiger schlossen sich am 19. April 1946 mit den Mitgliedern vom Ortsverein Dresden des ehemaligen Touristenvereins „Die Naturfreunde“ (TVDN) zur Antifaschistischen Touristenbewegung (ATB) zusammen. Nach einem Aufruf von FDGB und FDJ am 1. August 1948 zur Bildung einer „Einheitlichen demokratischen Sportbewegung“ kam es 1949 zur Bildung von Sektionen „Touristik“ sowie einer Fachkommission Alpinistik innerhalb der Sportbewegung der DDR. Die Sektionen Touristik waren die ersten Nachkriegsorganisationen für Wanderer und Bergsteiger in der DDR.
Nach der 1952 in der Bundesrepublik Deutschland erfolgten Wiedergründung des DAV wurde dieser als „Relikt bürgerlicher Vereine“ in der DDR nicht wieder zugelassen. Stattdessen erfolgte am 14. und 15. Juni 1958 in Dresden die Gründung des Deutschen Wanderer- und Bergsteigerverbands (DWBV).
Auf seinem IV. Verbandstag beschloss der DWBV am 25. April 1970 in Dresden seine Umbenennung in Deutscher Verband für Wandern, Bergsteigen und Orientierungslauf der DDR (DWBO). Damit wurde die Sportart Orientierungslauf im Verbandsnamen aufgenommen. 1984 hatte der Verband 67.238 Mitglieder.
Der DWBO war Gastgeber der 3. Weltmeisterschaft im Orientierungslauf, die vom 25. bis 27. September 1970  in Friedrichroda stattfand. An dieser Weltmeisterschaft nahmen Sportler aus 16 Ländern teil.
Bei der Jahresabschlusssitzung des Präsidiums des DWBO am 16. Dezember 1989 in Bad Blankenburg wurde infolge der politischen Veränderungen in der DDR entschieden, dass das Büro des Präsidiums seine Arbeit einstellt und für die drei Sportarten Bergsteigen, Wandern und Orientierungslauf Arbeitsgruppen gebildet werden, die die zukünftige Struktur des Verbands erarbeiten sollten. Im Ergebnis trat zur Präsidiumstagung am 7. Februar 1990 in Dresden das Präsidium des DWBO zurück, es wurde eine Arbeitsgemeinschaft zur Weiterführung der Verbandsarbeit gebildet. Die Arbeitsgemeinschaft löste den DWBO auf und favorisierte die Bildung eines Deutschen Wandererverbandes und eines Deutschen Orientierungslaufverbandes, ebenso unterstützte sie die Bemühungen der Bergsteiger, einen eigenständigen DDR-Verband zu bilden.
Der Gründung eines Deutschen Orientierungslaufverbandes (DOLV) wurde auf der 18. Tagung des Bundesvorstandes des DTSB am 24. Februar 1990 zugestimmt und diese am 24. März 1990 an der Zentralschule des DTSB in Bad Blankenburg vollzogen. Am 10. Juni 1990 wurde der DOLV unter der Nummer 951 ins Vereinsregisters Berlin-Mitte eingetragen. Schon zur Präsidiumssitzung des DOLV am 25. November 1990 an der Sportschule Rabenberg wurde seine Auflösung beschlossen. Der Verband stellte am 31. Dezember 1990 seine Tätigkeit ein, er empfahl den fünf neuen Landesverbänden und deren Mitgliedern, dem Deutschen Turner-Bund (DTB) oder einem der Deutschen Gebirgs- und Wandervereine beizutreten, da auch der DTSB am 5. Dezember 1990 aufgelöst worden war.

## Präsidenten
- 1958–1963: Heinz Schlosser
- 1963–1966: Hannes Hänsel
- 1966–1970: Erich Glaser
- 1970–1974: Percy Stulz
- 1974–1982: Rudolf Schille
- 1982–1990: Erich Krauß
- 1990: Werner Harder